# Brebovnica
Brebovnica este o localitate din comuna Gorenja vas - Poljane, Slovenia, cu o populație de 107 locuitori.